# Роман Пашковський

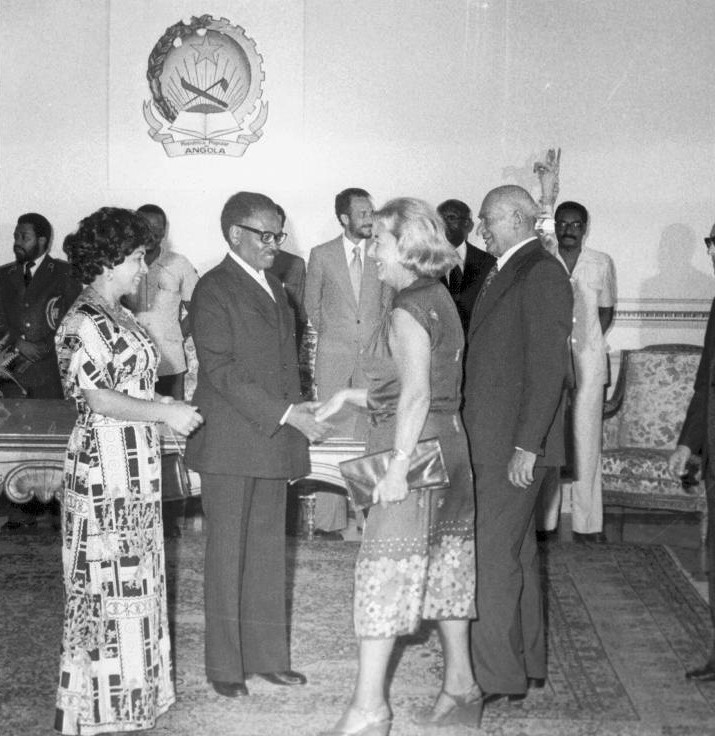
Посол ПНР Роман Пашковський і президент Анголи Агоштінью Нету з дружинами, 1978 рік

Роман Вінценти Пашковський (пол. Roman Wincenty Paszkowski; 19 липня 1914, Ґулув, Люблінська губернія, Російська імперія — 16 серпня 1998, Катовиці, Польща) — польський військовий і державний діяч, генерал броні, командувач силами протиповітряної оборони ПНР у 1967—1976 роках, катовицький воєвода у 1981—1985 роках. Учасник оборони Польщі у 1939 році. Репресований за сталінського режиму Болеслава Берута. Відігравав видатну політичну роль за правління Войцеха Ярузельського. У Третій Речі Посполитій був першим головою Клубу генералів Війська Польського.

## Бойовий офіцер
Народився 19 липня 1914 року у сім'ї управителя маєтку у Гулові Люблінської губернії Царства Польського Вацлава Пашковського (1886—1973) та Стефанії, уродженої Оправської (1887—1964). З 1925 року відвідував Державну чоловічу гімназію ім. Адама Чарторийського у Пулави, а потім гімназію у Соколові-Подляському. У 1934 році закінчив кадетський корпус у Равичі, у 1936 році — піхотне училище в Острув-Мазовецьку. З 1936 року служив у 22-му піхотному полку, дислокованому у Седльці. Командував стрілецькою ротою.
У 1939 році підпоручник Роман Пашковський брав участь у боях оборонної війни під Бидгощем і Кутно. Двічі отримав поранення. Нагороджено Срібним хрестом ордена Virtuti militari (вручений після війни). Потрапив у полон, утримувався в офіцерських таборах. Брав участь в опорі військовополонених, організованому Армією Крайова. У 1945 році звільнено британськими військами.

## Репресований
Повернувшись до Польщі, Роман Пашковський знову вступив на військову службу. Закінчив курси батальйонних командирів й Академію генштабу Війська Польського. У 1946—1948 роках очолював іноземний відділ Генштабу. Політично підтримував комуністів — з 1946 року перебував у ПРП, з 1948 року — в урядущій компартії ПОРП.
У 1951 році, за сталінського правління Болеслава Берута, Романа Пашковського заарештувала військова спецслужба, його звинуватили у шпигунстві. Залучено у справі генерала Татара та генерала Кірхмаєра. На слідстві зазнав жорсткого тиску, але провини не визнав. Звільнений у 1955 році, напередодні «гомулківської відлиги». До 1957 року був чиновником міністерства сільського господарства, потім відновився у збройних силах ПНР.

## Генерал і дипломат
З 1957 року Роман Пашковський служив у протиповітряній обороні та Повітряних силах. У 1960 році опанував спеціальність військового льотчика. З 1959 до 1962 року командував 1-м корпусом ППО, з 1961 року у званні генерала бригади. Після виокремлення ППО в особливий рід збройних сил був заступником командувача Чеслава Манкевича. З 1967 до 1976 рік — командувач військ ППО у званні генерала дивізії. Під командуванням генерала Пашковського проводилося активне формування та розвиток польських сил ППО та ПС.
У 1976 році Держрада ПНР перевела Романа Пашковського на дипломатичну службу. Пашковський отримав призначення послом ПНР в Анголі (з 1979 року також у Сан-Томе та Принсіпі). Представництво в Анголі мало неабияке політичне значення — в країні йшла громадянська війна комуністичного уряду МПЛА з антикомуністичними повстанцями УНІТА та військове протистояння з ПАР. Пашковський особисто зустрічався з президентом Нету, висловлюючи підтримку від імені ПНР та Варшавського договору загалом.
Пашковський повернувся до ПНР у 1980 році, у період конфронтації ПОРП з незалежним профрухом Солідарність. Генерал користувався повагою в країні як великий воєначальник, ветеран війни, який зазнав сталінських репресій. Він не асоціювався з партійною номенклатурою, не був прямо причетний до переслідування опозиції та придушення робітничих протестів.

## Катовицький воєвода

### Призначення
13 грудня 1981 року у Польщі запровадили воєнний стан. Влада перейшла до Військової ради національного порятунку (WRON), яку очолював перший секретар ЦК ПОРП і голова Совина ПНР генерал армії Войцех Ярузельський. «Солідарність» виступила проти режиму, завзятий опір чинили страйкарі серед шахтарів і металургів у Катовиці та Сілезько-Домбрівському регіоні. Влада Катовицького воєводства — комітет ПОРП Анджея Жабинського, воєводська адміністрація Генрика Лихося — проводила жорстку лінію «партійного бетону», конфронтація загострилася до небезпечних меж.
16 грудня 1981 року відбулося кровопролиття на шахті «Вуєк». Того ж дня Романа Пашковський отримав призначення катовицьким воєводою — головою регіональної адміністрації з повноваженнями комісара WRON. Він намагався врегулювати становище без застосування насильства. Зустрівшись з представниками шахтарів, Пашковський обіцяв, що «в Сілезії більше не проллється кров». Він також встановив контакт з єпархіальним єпископом Катовиці Гербертом Бедношем.
У відставку відправили не лише воєводу Лихося, а й першого секретаря Жабинського. На місце Жабинського призначено економіста Збіґнєва Месснера. Попри політичну традицію «реального соціалізму» головною фігурою регіональної влади та довіреним функціонером Ярузельського став не партійний секретар Месснер, а воєвода Пашковський.

### Курс
Свою згоду на призначення у Катовиці Пашковський пояснював необхідністю «утихомирити організацію партійних яструбів на чолі з Жабинським, які задумали змову проти Ярузельського» (за змістом виходило, що генерал мав намір діяти чи не заодно з «Солідарністю»). Він із тривогою відзначав «клімат насильства» у воєводській міліції та держбезпеці. Пашковський різко критикував воєводського коменданта міліції полковника Грубу як «типового мента, який спочатку виконує наказ, потім починає думати». Він говорив також, що «Солідарності» не можна відмовити у багатьох перевагах, не можна однозначно оцінювати негативно, але "лідери «Солідарності» не враховували геополітичних реалій, хотіли занадто багато, а це загрожує Польщі непередбачуваними наслідками.
Водночас воєвода Пашковський повністю підтримував режим воєнного стану. Він називав армію «єдиною силою, здатною дисциплінувати суспільство, розігнати нероб, п'яниць, спекулянтів і дармоїдів». Засуджуючи насильство на «Вуєку», критикував переважно тактичні помилки штурму (наприклад, нераціональне використання танків), а не силові методи як такі. Пашковський послідовно проводив курс упокорення протестів. За посадою воєводи він очолював Воєводський комітет оборони, керував придушенням страйку металургів Хута Катовиці та страйку гірників шахти «Пяст». Воєвода відмовився від переговорів зі страйковим комітетом Хута Катовиці та заявив, що лідери страйку «Пяста» повинні «відчути на собі дію воєнного стану». Однак в обох випадках придушення обійшлося без застосування зброї, не було вбитих і поранених. Єпископ Беднош висловлював за це подяку воєводі Пашковському.
За період воєнного стану у Катовицькому воєводстві інтерновано близько 1000 активістів «Солідарності». Кримінальне переслідування за політичними звинуваченнями зазнали 465 осіб. Перед військовими судами постало 219 осіб (винесено 120 вироків), перед судами загальної юрисдикції — 72 особи (63 вироки). З іншого боку, Пашковський звільнив найбільш одіозних адміністраторів (але не силовиків), домігся усунення з партапарату багатьох кадрів Жабинського. Згорнуто діяльність структур ортодоксального «бетону» типу Катовицького партійного форуму. Воєвода продовжував взаємодію з католицькою архієпархією, особливо під час візиту до Польщі Папи Римського Івана Павла II у 1983 році.

### Підсумки
Катовицьким воєводою Роман Пашковський залишався до 1985 року. З січня 1984 року він перебував у бюро воєводського комітету ПОРП. Свою діяльність на цій посаді він оцінював позитивно як «виконання військового наказу», говорив про «відновлення спокою та порядку». Однак більшість дослідників пишуть про приховану конфронтацію, яка зберігалася у регіоні, та глибоку громадську депресію.
Важким залишалося й економічне становище воєводства — генерал Пашковський був некомпетентним у господарських питаннях. Це і стало головною причиною заміни його на економіста Тадеуша Внука.

## Перехідний період й останні роки
У 1985 році генерал Пашковський очолив Раду охорони пам'яті боротьби та мучеництва. Перебував також у Вищій раді Союзу борців за свободу та демократію та у Національному Грюнвальдському комітеті. Був депутатом сейму ПНР, головою парламентського комітету з конституційної відповідальності.
Військову службу Роман Пашковський завершив у січні 1986 року у званні генерала дивізії. У жовтні 1989 року особливим рішенням йому надано звання генерал броні. Романа Пашковського нагородили понад 80 орденами, медалями, почесними знаками Другої Речі Посполитої, ПНР, СРСР, НДР, ЧССР, НРБ, Франції.
Під час політичних змін Роман Пашковський поступово брав все більш реформаторський курс — насамперед з позицій польського патріотизму. Він став першим офіційним діячем ПНР, який порушив питання про пам'ять поляків, які загинули у СРСР. У 1987 році Пашковський відвідав Катинь, після чого публічно заявив про необхідність оголошення історичної правди про Катинський розстріл й увічнення пам'яті жертв. 5 квітня 1989 року Пашковський організував поїздку поляків до Катині на місце загибелі рідних, для перенесення землі з могил і закладку у Пам'ятника невідомому солдату у Варшаві. З ініціативи Пашковського при Держраді була створена Комісія пам'яті жертв сталінізму на чолі з заступником голови Держради Зеноном Комендером.
У 1989 році Роман Пашковський цілком прийняв демократичний транзит Польщі. На перших альтернативних виборах балотувався у сенат від Варшави як представник ПОРП, але обраний не був — за нього голосували трохи понад 2 % (перемогу отримав кандидат Громадянського комітету «Солідарності» академік Владислав Фіндейзен).
У Третій Речі Посполитій Роман Пашковський опікувався переважно справами ветеранського руху. Працював над увічненням пам'яті силезських харцерів, які билися у 1939 році. Був почесним президентом Варшавського аероклубу. У 1996 році став першим головою (президентом) Клубу генералів Війська Польського. Підтримував дружні стосунки з низкою католицьких священнослужителів Катовицької архиєпархії. Жив у Варшаві, але часто відвідував Катовиці.

## Смерть і похорон
Помер 84-річний Роман Пашковський у Катовиці 16 серпня 1998 року, під час урочистостей з нагоди висвячення катовицького священника. Заупокійну месу у Соборі Короля Христа служив єпархіальний єпископ Тарнува Віктор Скворц, у Соборі Пресвятої Діви Марії Королеви Польщі — польовий єпископ Війська Польського генерал дивізії Славою Лешек Глудзь. Поховано на варшавському цвинтарі Військові Повонзки. Відспівування проводив капелан Війська Польського полковник Ян Мругач. На церемонії похорону були присутні Войцех Ярузельський, Збіґнєв Месснер, офіційні представники Генштабу, командування ПС і ППО, Клубу генералів Війська Польського.